# Saint-Chamant (Cantal)
Saint-Chamant – miejscowość i gmina we Francji, w regionie Owernia-Rodan-Alpy, w departamencie Cantal.
Według danych na rok 1990 gminę zamieszkiwało 329 osób, a gęstość zaludnienia wynosiła 24 osoby/km² (wśród 1310 gmin Owernii Saint-Chamant plasuje się na 527. miejscu pod względem liczby ludności, natomiast pod względem powierzchni na miejscu 674.).